# Argas eboris
Argas eboris är en fästingart som beskrevs av Theiler 1959. Argas eboris ingår i släktet Argas och familjen mjuka fästingar. Inga underarter finns listade i Catalogue of Life.